# Вермель (клуб)
«Вермель» — московский клуб, который был расположен на Раушской набережной, 4. За всю историю своего существования неоднократно удостаивался превосходных эпитетов «культовый», «легендарный», интернет-издание The Village назвало его «клубом, где играли все».

## История
Клуб был основан в 1996 году. Идея открытия новой площадки возникла у команды клуба «Максим Максимыч» после того, как тот был затоплен в ходе тушения сильного пожара в офисе «Москонцерта». Название для клуба было найдено в словаре иностранных слов «жидкости, используемой для позолоты серебра». 
Концепция у нас с самого начала была простой — живые концерты, только без тяжеляка, плюс ретродискотеки с качественной западной музыкой.
Закрылся в 2020 году, не выдержав финансовых сложностей, из-за пандемии COVID-19, и не сумев договориться с владельцами помещения. Последний концерт состоялся 27 ноября 2020 года, на момент закрытия «Вермель» был старейшим клубом Москвы. Эпизод, снятый в последний день работы клуба, был отражён в фильме «14 февраля -2», зафиксировав концепцию "финальности" (наряду с фильмами «Смуthи в портрете ин100грамма» и «Горбатый Ковид»)

## Известные исполнители
Репертуарная политика строилась на сочетании выступлений как широко известных, так и андеграундных коллективов. С концертов здесь начинали свою историю музыканты, приобретшие впоследствии широкую популярность. Например, группы «Мельница», «Сплин», «The Dartz» и другие. Здесь же проходили концерты известных и популярных исполнителей и коллективов, например Бориса Гребенщикова и «Аквариума», Псоя Короленко, и других. События клуба притягивали к себе энтузиастов ирландской культуры, в клубе регулярно проводились тематические мероприятия.
Клуб был местом для регулярных выступлений коллективов, т. н. «формейшена», московской панк-сцены. По мнению одного из её представителей, лидера группы «Банда Четырёх» Ильи «Сантима» Малашенкова — клуб отличался «тёплым ламповым звуком» и отсутствием «дурацкого слова „формат“».
Помимо музыкальных выступлений, «Вермель» предоставлял площадку для самых разных культурных мероприятий. С 2000 года в его стенах проходили регулярные встречи киноклуба, устраивались литературные презентации. С начала 2010-х вокруг выступлений в клубе сложилось поэтическое сообщество, с регулярными выступлениями, презентациями книг и поэтическими фестивалями.

Многообразие мероприятий без чётко определённого фокуса, парадоксальным образом, создало своё уникальное «лицо» клуба. Как писал обозреватель журнала «Афиша» в 2002 году: 
По понедельникам показывают «другое кино» — от Фассбиндера до Кустурицы, по вторникам играет кельтская музыка, по «Этносредам» — самбы, маримбы или русские колыбельные, по воскресеньям — рокабилли. Ежедневно, кроме понедельника, случаются развеселые дискотеки, на которых пляшут под ABBA, «Мумий Тролль» и ВИА «Песняры». Через полчаса перестаешь отличать «Хава Нагилу» от «Косив Ясь конюшину» и приучаешься уворачиваться от падающих танцоров. 